# Banca centrale di Giordania
La banca centrale di Giordania (in arabo البنك المركزي الأردني‎?) è la banca centrale dello stato asiatico di Giordania.
La valuta ufficiale è il dinaro giordano.